# Picket-hegység
A Picket-hegység (Picket Range) a North Cascades (Északi-Kaszkádok) egy viszonylag rövid, igen csipkézett része Washington államban, az Amerikai Egyesült Államokban.
A hegység a North Cascades National Park-ban található. Hossza 9,7 km, a Skagit folyó északi oldalán, a Ross Lake-től nyugatra.
A Picket-hegység legalább huszonegy 2300 m fölötti csúccsal rendelkezik.
A hegylánc nevét egy svéd-amerikai (Lage Wernstedt, U.S. Forest Service) adta, aki az 1920-as években feltérképezte a hegységet. A név az angol ‘picket fence’-ből származik, ami karós kerítést jelent, utalva a hegylánc igen csipkézett formájára.
Csak kevés ösvény járható a hegységben, és azok sem ígérnek könnyű kirándulást a vállalkozókedvűeknek. A hegy tele van meredek sziklás részekkel. A sziklák anyaga a biotit gneisz, amely a gránitos magmából alakult ki 100 millió évvel ezelőtt.

## A hegylánc csúcsai
| Név                | Magasság | Első megmászás ideje |
|                    | m        |                      |
| ------------------ | -------- | -------------------- |
| Luna Peak          | 2533     | 1938                 |
| Mount Fury         | 2527     | 1938                 |
| Mount Challenger   | 2501     | 1936                 |
| Mount Terror       | 2484     | 1932                 |
| McMillan Spires    | 2438     | 1940                 |
| Mount Degernhardt  | 2438     | 1931                 |
| Whatcom Peak       | 2309     | 1936                 |
| The Chopping Block | 2078     | 1932                 |

## További Információk
- http://www.pbase.com/nolock/pickets&page=all

## Fordítás
Ez a szócikk részben vagy egészben  a   Picket Range című angol Wikipédia-szócikk ezen változatának fordításán alapul.  Az eredeti cikk szerkesztőit annak laptörténete sorolja fel. Ez a jelzés csupán a megfogalmazás eredetét és a szerzői jogokat jelzi, nem szolgál a cikkben szereplő információk forrásmegjelöléseként.

## Képgaléria
- https://www.google.hu/search?q=picket+range&rlz=1W1ADRA_hu&tbm=isch&tbo=u&source=univ&sa=X&ei=4QCnUcfUEJCu4QSdqIHABw&sqi=2&ved=0CCsQsAQ&biw=1024&bih=606